# Ollie Poole
Oliver Lamar Poole (* 18. April 1922 in Gloster, Mississippi; † 27. Juni 2009 in Ruston, Louisiana) war ein US-amerikanischer American-Football-Spieler und -Trainer. Er spielte als End und Defensive End in der National Football League (NFL) bei den Detroit Lions und in der All-America Football Conference (AAFC) bei den New York Yankees und den Baltimore Colts.

## Spielerlaufbahn

### Collegekarriere
Ollie Poole stammte aus einer sportbegeisterten Familie. Seine drei Cousins Jim, Ray und Barney Poole, sowie sein Neffe Paige Cothren waren allesamt Profifootballspieler. Poole studierte ab 1941 zunächst an der University of Mississippi, wo er neben Football auch Baseball und Basketball spielte. Ab 1943 diente er bei den US Marines, konnte allerdings zunächst sein Studium im Rahmen eines Trainingsprogramm des amerikanischen Militärs an der University of North Carolina fortsetzen. Auch in North Carolina war er als Footballspieler aktiv. Oliver Poole diente vier Jahre bei den Marines und wurde auch im Pazifikkrieg eingesetzt. Poole wurde als Sergeant entlassen und setzte danach sein Studium in Mississippi fort.

### Profikarriere
Bereits im Jahr 1944 hatten sich die New York Giants die Dienste von Ollie Poole gesichert. Sie zogen ihn in der NFL Draft in der 15. Runde an 147. Stelle. Poole lief nie für die Giants auf. 1947 spielte er für die New York Yankees, die in der AAFC, einer Konkurrenzliga der NFL beheimatet waren. Mit dem von Ray Flaherty trainierten Team konnte er in diesem Jahr in das AAFC Endspiel einziehen, wo man allerdings mit 14:3 an den Cleveland Browns scheiterte.
Im Jahr 1948 lief Poole für die von Cecil Isbell betreuten Baltimore Colts auf, bevor er nach der Saison 1949 bei den Detroit Lions seine Laufbahn beendete. Nach seiner Karriere arbeitete Poole als Lehrer und Trainer von College- und High-School-Mannschaften in Louisiana und Mississippi. Ollie Poole starb an Krebs und ist auf dem Roseland Cemetery in Gloster beerdigt. Auf dem Campus der University of Mississippi ist eine Straße nach den Footballspielern der Familie Poole benannt.